# Heinrich Ferdinand Mannstein
Heinrich Ferdinand Mannstein, eigentlich Heinrich Ferdinand Steinmann, (* 16. September 1806 zu Berggießhübel; † 3. August 1872 in Dresden) war ein deutscher Gesangslehrer, Schriftsteller und Musikkritiker.

## Leben
Mannstein besuchte als Gymnasiast die Dresdner Kreuzschule und die Thomasschule zu Leipzig. Auf Bestreben seines Vaters widmete er sich dem Studium der Theologie an der Universität Leipzig, studierte nebenbei auch noch Musik. Nach einigen Auseinandersetzungen im Elternhaus, aber auch den allgemeinen Umständen seiner Zeit geschuldet, trat er schließlich 1829 in den Singechor des Hoftheaters in Dresden ein.
Schon bald nachdem Johannes Miksch die Ausbildung Mannsteins zum Sänger übernahm und vollendete, verließ dieser die Bühne für immer, um fortan als Gesangslehrer und Schriftsteller zu arbeiten. Darüber hinaus entfaltete Mannstein umfangreiche, journalistische Aktivitäten, seine musikkritischen Arbeiten sind noch heute wichtige Quelle für die Geschichte der Musik in Dresden in der Mitte des 19. Jahrhunderts und bieten auf diese Weise vertiefte Einblicke in die damals gepflegte musikalische Praxis.
Als einer der ersten Schüler Gabelsbergers war er zudem seit 1839 bei der königlich sächsischen Regierung als Kammerstenograph im Staatsdienst. Auf dieser Anstellung blieb er bis zu seinem Tod.
Seine Tochter war die Primadonna Elisabeth Mannstein, die Gattin von Adolph Kohut.

## Werke

### Zur Musik

Denkwürdigkeiten der churfürstlichen und königlichen Hofmusik zu Dresden im 18. und 19. Jahrhundert

- Das System der großen Gesangschule des Bernacchi von Bologna nebst klassischen, bisher ungedruckten Singübungen von Meistern aus derselben Schule. Arnoldische Buchhandlung, Dresden und Leipzig 1834. MDZ Reader
  - Die große italienische Gesangschule, nebst praktischen Uebungstücken, klassischen, bisher ungedruckten Singübungen von Meistern aus derselben Schule, Arien für den Unterricht. 2te verm. Aufl. des Werkes: „Das System der großen Gesangschule des Bernachi von Bologna“. Arnoldische Buchhandlung, Dresden und Leipzig 1848. MDZ Reader
- Das Königl. Hoftheater zu Dresden, in künstlerischer und administrativer Hinsicht; beleuchtet von einem Kenner der Kunst und Freunde der Wahrheit. Ein kleines Taschenbuch für Schauspieler und Schauspielfreunde. Otto Wigand, Leipzig 1838.
- Die gesammte Praktik der klassischen Gesangkunst. Ein Handbuch für Componisten, Gesanglehrer, Saenger, Cantoren und alle Kenner und Verehrer der Kunst. Arnoldische Buchhandlung, Dresden und Leipzig 1839.
- Vollständiges Verzeichniß aller Compositionen des Churf. Sächs. Kapellmeisters Naumann. Dresden 1841.
- Geschichte, Geist und Ausübung des Gesanges von Gregor der Großen bis auf unsere Zeit.  B. G. Teubner, Leipzig 1845.  MDZ Reader
- Denkwürdigkeiten der churfürstlichen und königlichen Hofmusik zu Dresden im 18. und 19. Jahrhundert. Nach geheimen Papieren und Mittheilungen. Enthaltend: Lebensbilder von Joh. Mieksch und seinen Schülern: Alphonso Zesi,[7] Bergmann, Schröder-Devrient, Agnes Schebest, Naumann, Carl Maria v. Weber, Morlacchi, Benelli etc. Heinrich Mattes, Leipzig 1863 MDZ Reader
- Katechismus des Gesanges im Lichte der Naturwissenschaften, der Sprache und Logik. Heinrich Mattes, Leipzig 1864.
- Den Manen des größten Sängers und Darstellers Ludwig Schnorr v. Carolsfeld K. S. Hofopernsänger, geb. am 2. Juli 1836, gest. am 21. Juli 1865, geweiht.  Ernst & Portèger, Dresden 1865.

### Novellen
- Der Herzog von R........ und seine Freunde. 2 Teile. Arnoldische Buchhandlung, Dresden und Leipzig 1833.
- Des Schmalkaldischen Bundes Untergang und Rächer. Eine historisch-romantische Erzählung. Arnoldische Buchhandlung, Dresden und Leipzig 1833.
- Der Schwedenkönig Gustav Adolph. Romantisch-kriegerisches Gemälde. Arnoldische Buchhandlung, Dresden und Leipzig 1834.
  - Erster Theil Digitalisat
  - Zweiter Theil Digitalisat
- Marchese Pensorosa. Novelle und, die Leiden einer großen Seele. Erzählung. Arnoldische Buchhandlung, Dresden und Leipzig 1836. Digitalisat
- Der Aufstand in Stralsund, geschichtliche Novelle, und Mirabeau's Tod. Novellette. Arnoldische Buchhandlung, Dresden und Leipzig 1838.
- Die Mystiker. Novelle und, der Arzt als Scharfrichter. Ein Lebens- und Reisebild. Arnoldische Buchhandlung, Dresden und Leipzig 1839. Digitalisat
- Sachsen-Spiegel. Ein episches Gedicht. Dresden 1849.
- Klegin von seinem Hügel. Dresden 1854.

### Lexika
- Ober- und niedersächsisches Adelslexikon. Erstes Heft. Arnoldische Buchhandlung, Dresden und Leipzig 1843. MDZ Reader

### Stenografie
- Lehrbuch der Gabelsberger'schen Stenographie. Von den königlich sächsischen Stenographen Moritz Heyde,[8] Karl Krause und H. F. Steinmann. Meinhold, Dresden 1853.